# Holsácia Oriental
A Holsácia Oriental (em alemão:  Ostholstein) é um distrito (Kreis ou Landkreis) da Alemanha localizado no estado de Schleswig-Holstein.

## Cidades e Municípios
Populações em 31 de dezembro de 2006:
| Cidades: 1. Bad Schwartau (19.794) 2. Eutin (17.334) 3. Fehmarn (12.930) 4. Heiligenhafen (9227) 5. Neustadt in Holstein (16.471) 6. Oldemburgo * (9786) | Municípios: 1. Ahrensbök (8629) 2. Dahme (1188) 3. Grömitz (7784) 4. Grube (1034) 5. Kellenhusen (Ostsee) (1100) 6. Malente (10.876) 7. Ratekau (15.750) 8. Scharbeutz (11.862) 9. Stockelsdorf (16.506) 10. Süsel (5432) 11. Timmendorfer Strand (9043) |

Estas cidades e municípios são chamados Amtsfreie Städte ou Amtsfreie Gemeinden por não pertencerem a nenhum Amt (vide abaixo). A cidade indicada por asterisco (*) é sede de um Amt.
Ämter (singular: Amt; português: ofício, escritório, secretaria), e seus municípios membros:
| - 1. Lensahn [sede: Lensahn] 1. Beschendorf (554) 2. Damlos (699) 3. Harmsdorf (721) 4. Kabelhorst (451) 5. Lensahn (5007) 6. Manhagen (414) 7. Riepsdorf (1016) | - 2. Oldemburgo-Land [sede: Oldemburgo in Holstein] 1. Göhl (1217) 2. Gremersdorf (1493) 3. Großenbrode (2213) 4. Heringsdorf (1087) 5. Neukirchen (1172) 6. Wangels (2333) | - 3. Ostholstein-Mitte [sede: Schönwalde am Bungsberg] 1. Altenkrempe (1103) 2. Kasseedorf (1552) 3. Schashagen (2529) 4. Schönwalde am Bungsberg (2526) 5. Sierksdorf (1579) |

O município de Bosau (3.549 habitantes), apesar de estar localizado territorialmente no distrito da Holsácia Oriental, é membro do Amt Großer Plöner See, localizado no distrito de Plön.

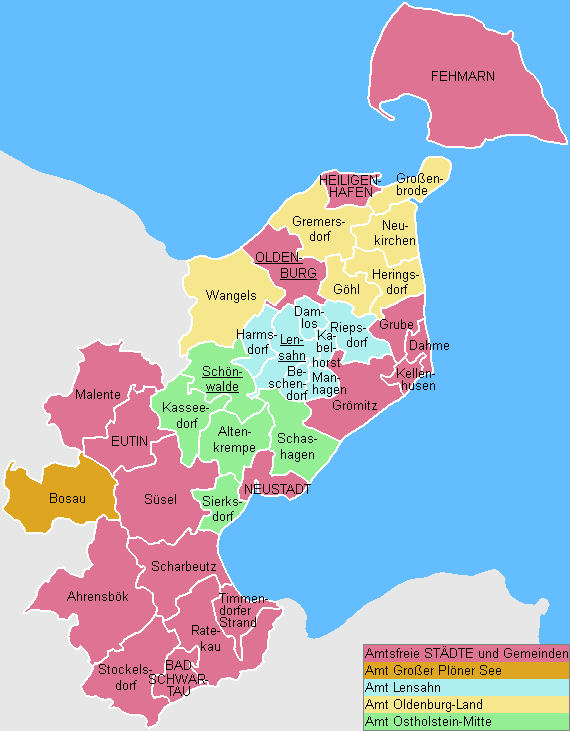
Cidades, municípios e Ämter do distrito da Holsácia Oriental.